# Poussières de vie
Pour plus de détails, voir Fiche technique et Distribution.
Poussières de vie est un film réalisé par Rachid Bouchareb, sorti en 1995. Le film est une coproduction de l'Algérie, de la France, de l'Allemagne, de la Belgique et de Hong Kong. Le film fut nommé à l'Oscar du meilleur film en langue étrangère (pour l'Algérie).

## Synopsis
C'est l'histoire d'un fils d'un officier noir américain et d'une Vietnamienne qui est abandonnée par son père pendant le retrait de l'armée américaine au Vietnam en 1975.

## Fiche technique
- Titre : Poussières de vie
- Réalisation : Rachid Bouchareb
- Scénario : Rachid Bouchareb et Bernard Gesbert d'après le roman La Colline de Fanta de Duyen Anh
- Production : Jean Bréhat et Charles Wang
- Musique : Safy Boutella
- Genre : drame
- Durée : 87 minutes
- Date de sortie :  1995